# إكزامو
إكزامو (بالإنجليزية: EXAMU)‏، هي شركة مطورة لألعاب الفيديو السابقة، تأسست سنة 1999، وأعلنت حلها سنة 2015، وكانت تقع في طوكيو باليابان، أشهر ألعابها، ساموراي شوداون 5 بالتعاون مع إس إن كي.